# 사카이마쓰역
사카이마쓰역(일본어: 境松駅)은 일본 아오모리현 구로이시시에 위치한 고난 철도 고난 선의 철도역이다. 단선 승강장 1면 1선의 구조를 갖춘 지상역이다.

## 역 주변
- 아오모리 현 농업 대학교
- 구로이시 시 바이오 기술 센터

## 역사
- 1950년
  - 7월 1일 : 개업.
  - 10월 24일 : 업무 위탁화.
- 1954년 1월 1일 : 업무 위탁 폐지, 무인화.
- 1997년 7월 31일 : 구 역사 해체, 신 역사 준공.

## 인접 역
| 고난 철도 고난 선        | 고난 철도 고난 선 | 고난 철도 고난 선      |
| ------------------------ | ----------------- | ---------------------- |
| 이나카다테 히로사키 방면 | ■ 고난 선         | 구로이시 구로이시 방면 |